# Vol El Al 1862
Le 4 octobre 1992, le vol El Al 1862, un vol cargo international assuré par un Boeing 747 de la compagnie aérienne nationale israélienne, El Al, reliant New York, aux États-Unis, à Tel Aviv, en Israël, avec une escale prévue à Amsterdam, aux Pays-Bas, s'est écrasé sur une barre d'immeubles HLM de onze étages dans le quartier résidentiel de Bijlmermeer, dans la banlieue d'Amsterdam, peu après son décollage de l'aéroport d'Amsterdam-Schiphol. On dénombre 43 morts (39 au sol et les 4 personnes à bord) et 26 blessés au sol (11 grièvement, 15 plus légèrement).
Cet accident est considéré comme le plus meurtrier de l'histoire aéronautique survenu aux Pays-Bas (bien que la catastrophe de Tenerife, survenue en 1977 aux Canaries et impliquant un Boeing 747 de la KLM, ait fait davantage de victimes).
La compagnie El Al est condamnée devant un tribunal néerlandais pour défaut d'entretien sur son appareil. Les deux ailes du bâtiment touchées par l'impact sont détruites, à leur place est érigé un monument commémoratif. Des tensions diplomatiques apparaissent également entre les Pays-Bas et Israël, car l'avion transportait illégalement des composants rentrant dans la composition d'armes chimiques dans la formule du gaz neuro-toxique Sarin.
L'accident affecte 850 civils dans la zone du crash dont des habitants, des témoins et des sauveteurs qui subissent dans les mois qui suivent le crash divers maux inexplicables dont des migraines, des insomnies, des troubles respiratoires et nerveux, des pertes de mobilité, des faiblesses musculaires généralisées, des infections pulmonaires et rénales, des ulcérations des bras et des jambes, des problèmes thyroïdiens et des plaies incurables,,.

## Avion et équipage

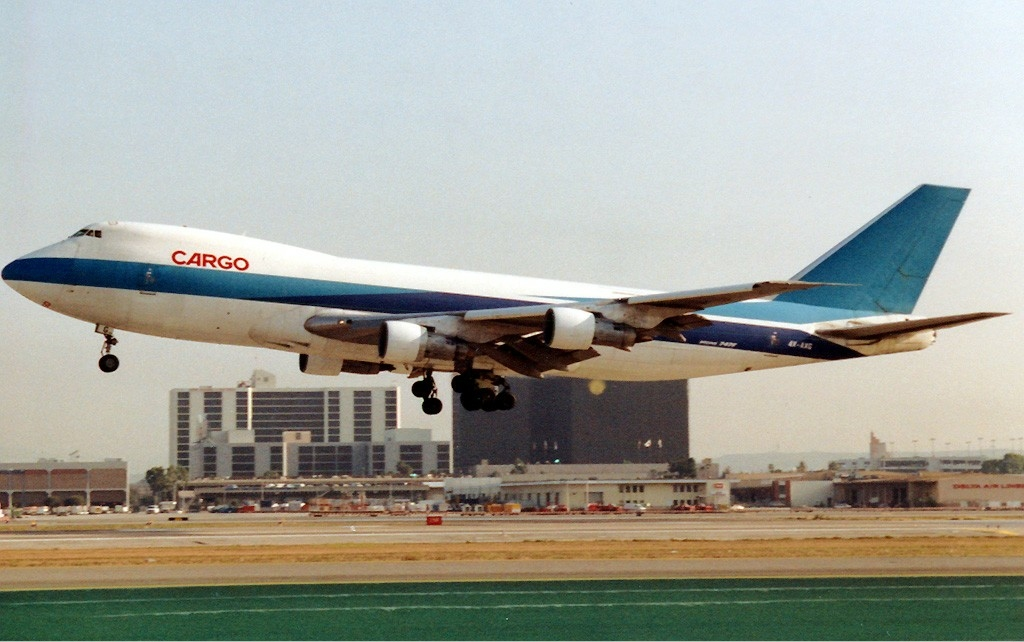
Le 747 impliqué (4X-AXG), ici à l'aéroport international de Los Angeles deux mois avant l'accident.

L'appareil impliqué était un Boeing 747-258F immatriculé 4X-AXG (numéro de série 21737/362). Cet avion gros-porteur, construit en 1979, avait effectué 45 746 heures de vol et 10 107 cycles (décollage/atterrissage) au moment de l'accident ; il était équipé de quatre moteurs Pratt & Whitney JT9D-7J.
L'équipage du vol 1862 était composé :
- du commandant de bord Yitzhak Fuchs (59 ans), un pilote expérimenté, ayant volé comme pilote de chasseur-bombardier dans la Force aérienne et spatiale israélienne à la fin des années 1950 ; il travaillait pour El Al depuis 28 ans et totalisait 25 000 heures de vol, dont 9 500 sur Boeing 747.
- du copilote Arnon Ohad (32 ans), le moins expérimenté des membres de cet équipage, qui comptait 4 288 heures de vol, dont 612 sur 747.
- du mécanicien navigant Gedalya Sofer (61 ans), le membre le plus expérimenté de l'équipage de ce vol, avec plus de 26 000 heures de vol, dont 15 000 sur 747.

Un passager, Anat Solomon 23 ans, une employée d'El Al vivant à Amsterdam, qui se rendait à Tel Aviv pour son mariage avec un autre employé d'El Al, était également présent à bord de l'avion.

## Déroulement des faits

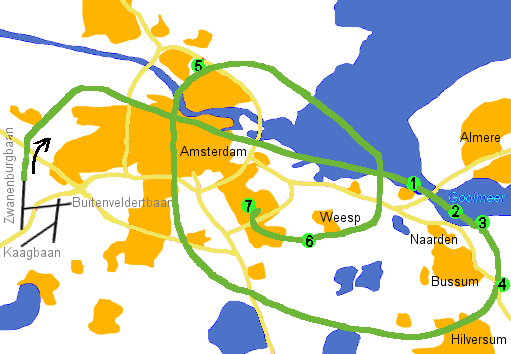
Les dernières minutes avant le crash :
1. Les moteurs 3 et 4 se détachent de l'avion.
2. Endroits où se sont écrasés les moteurs 3 et 4.
3. Premier mayday (SOS) émis par le pilote.
4. Le pilote rapporte un feu moteur.
5. Le pilote rapporte des problèmes avec les volets.
6. L'avion devient totalement incontrôlable.
7. Crash de l'avion.

Récit des différents événements survenus lors du vol 1862, le dimanche 4 octobre 1992 :

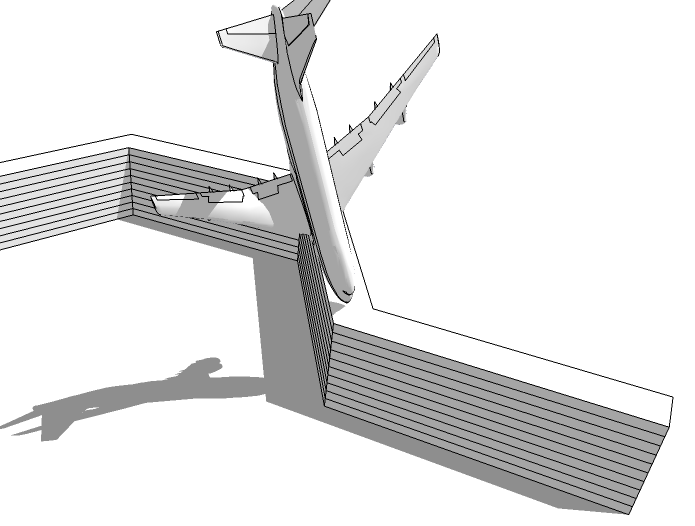
Image de synthèse représentant l'impact du 747 contre l'immeuble.

14 h 40 : le Boeing 747 de la compagnie El Al arrive de New York JFK et se pose à l'aéroport d'Amsterdam-Schiphol. Il va faire le plein de carburant, effectuer un chargement, et repartir.
15 h 0 : le chargement de l'avion cargo commence sous la surveillance du responsable d'exploitation de la compagnie. La cargaison se compose de biens de consommation mais aussi de biens marqués produits dangereux. Le responsable pense à des équipements pour l'armée israélienne.
17 h 20 : le vol 1862 sort du contrôle de sécurité et l'équipage arrive pour l'inspection pré-vol.
18 h 20 : l'appareil s'aligne en piste 01. Le décollage est effectué par le copilote qui est le pilote en fonction sur ce vol.
18 h 27 : l'avion passe une altitude de 6 500 pieds, soit un peu moins de 2 000 mètres. Tout se déroule comme prévu sur ce vol qui doit durer un peu moins de cinq heures et devrait arriver à destination vers 23 h 45 (heure israélienne). Soudain, un grand choc secoue l'avion, qui commence à perdre de l'altitude en partant dans un violent roulis sur la droite. Le commandant de bord reprend aussitôt les commandes. Il s'efforce de stabiliser le gros porteur.
18 h 28 : au bout de quelques secondes, le commandant parvient à stabiliser son avion. Le mécanicien scrute son pupitre pour déterminer la cause du problème. Un autre incident survient alors : les indicateurs montrent que les deux moteurs droits sont en panne, et que l'un d'eux est en feu. Le copilote demande la piste la plus longue pour se poser d'urgence à Schiphol. Le contrôle aérien guide alors l'avion vers la piste 27. Le vol 1862 continue rapidement de perdre de l'altitude.
18 h 30 : les pompiers de Schiphol sont alertés par le contrôle aérien qu'un avion à l'arrivée va avoir besoin d'assistance. Ils prennent place au bord de la piste en moins de deux minutes alors que l'avion doit arriver dans moins de dix minutes. Le 747 doit faire une boucle au-dessus de la banlieue d'Amsterdam pour descendre et s'aligner avec la piste.
18 h 33 : l'avion a terminé sa boucle. Le contrôle aérien autorise le vol 1862 à se poser sur la piste 27. Peu après, le roulis sur la droite reprend. Le commandant braque à gauche, mais l'avion répond à peine. Le copilote prévient alors le contrôle aérien en lui signalant un problème de commandes.
18 h 34 min 30 s : le commandant essaie toujours de compenser le roulis qui ne fait qu'empirer. L'avion perd rapidement de l'altitude. Il se trouve alors à quelques secondes du quartier de Bijlmermeer. Soudain, le roulis passe la barre des 90°, l'avion décroche et plonge vers le sol.
18 h 35 min 42 s : le vol 1862 percute le sixième étage d'un bâtiment résidentiel. L'explosion qui a suivi a provoqué l'effondrement partiel de l'immeuble vers l'intérieur, détruisant 31 appartements sur les onze étages que comprend le bâtiment.
18 h 40 : moins de cinq minutes après le crash, le premier de seize camions de pompiers est sur les lieux de la catastrophe.

## Victimes

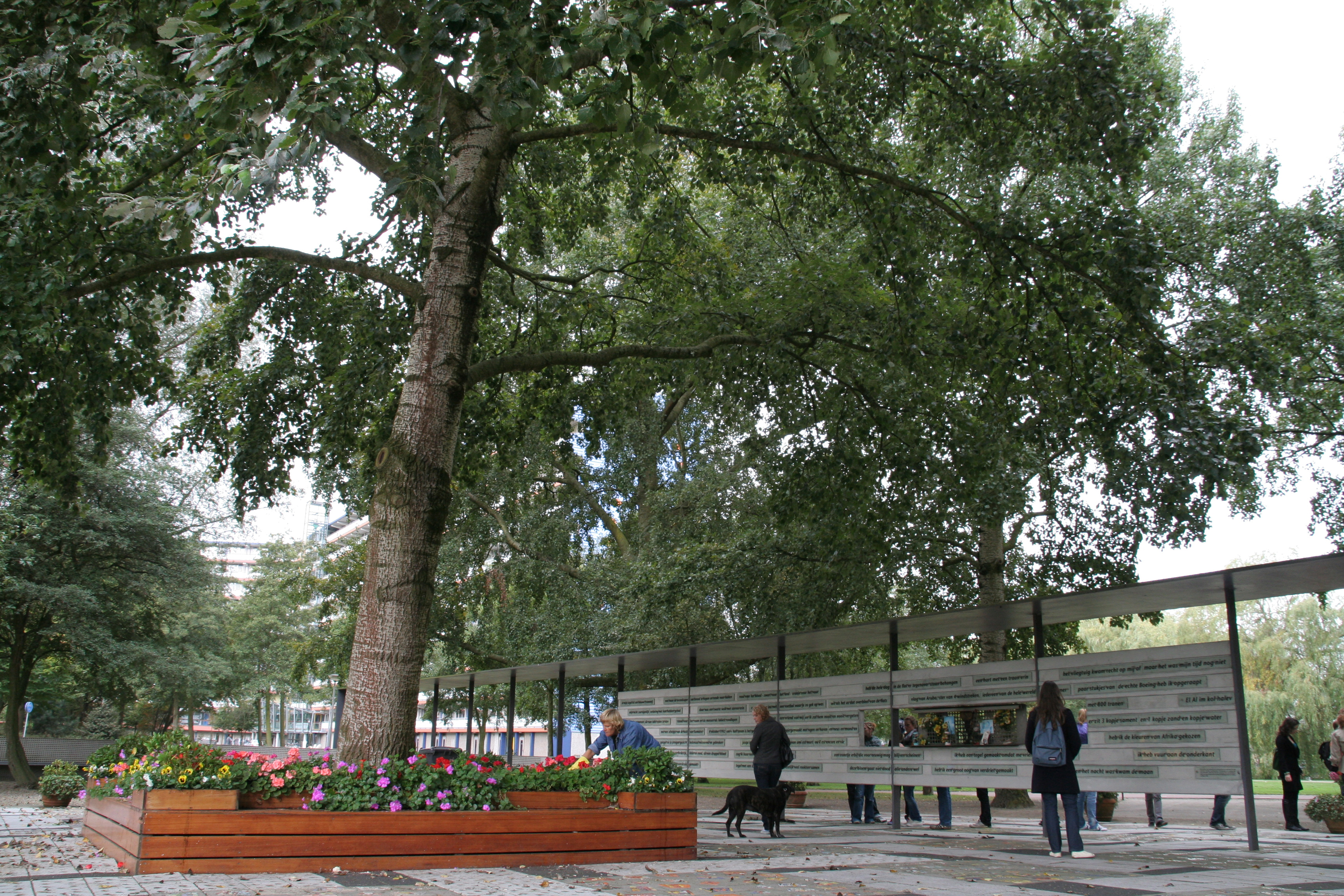
Mémorial en souvenir des victimes du vol 1862, devant l'arbre qui a tout vu.

Quarante-trois personnes ont été tuées dans la catastrophe : les quatre occupants de l'avion (trois membres d'équipage et un passager) et 39 personnes au sol. Vingt-six personnes ont subi des blessures mineures ; 11 d'entre elles nécessitant des soins hospitaliers.
On a toujours cru que le nombre réel de victimes tuées dans l'accident était considérablement plus élevé. Bijlmermeer compte en effet un grand nombre d'habitants vivant illégalement, en particulier des Ghanéens et des Surinamiens, et des membres de la communauté ghanéenne ont déclaré avoir perdu un nombre considérable d'occupants sans papiers qui n'ont pas été comptés officiellement parmi les victimes.

## Enquête
Le Bureau néerlandais de la sécurité aérienne (en) rassemble rapidement une équipe de huit enquêteurs, dirigée par Frans Erhart.
Ils commencent par analyser les enregistrements et découvrent que le copilote a annoncé avoir perdu les moteurs 3 et 4. Ils retrouvent les boîtes noires et les font analyser. Un témoignage bouleverse le cours de l'enquête : un policier, qui n'était pas en service ce jour-là, affirme avoir vu deux moteurs se décrocher de l'avion et tomber dans un lac. Les enquêteurs font donc fouiller le lac et trouvent l'un des deux moteurs. Quelques jours plus tard, le deuxième est retrouvé à son tour.
Quatre ferrures d'attache assurent l'arrimage du moteur sous l'aile. Chacune d'elles est munie d'un goujon d'acier creux de 14 cm, appelé axe fusible, lui-même conçu pour céder dans des circonstances particulières comme en cas d'atterrissage sur le ventre. En effet, contrairement à Airbus, Boeing pense alors qu'il est préférable, en cas d'atterrissage sur le ventre, que les moteurs se détachent de la cellule. Mais si les attaches cassent pendant le vol, alors le moteur se décroche et tombe.
Ici, une fragilité de ces attaches est en cause. Elles ont cédé à cause d'une fatigue du métal ce qui a fait tomber l'un des réacteurs qui, dans sa chute, a arraché l'autre et endommagé gravement le bord d'attaque de l'aile droite. Le système hydraulique de l'aile est alors hors service et l'écoulement de l'air autour de l'aile est perturbé. 
Le 747 commence alors à partir en roulis vers la droite, mais l'équipage réussit à maintenir l'avion en l'air grâce à sa vitesse élevée, qui était alors de 280 nœuds (520 km/h)). La portance de l'aile droite était suffisante pour permettre à l'équipage de maintenir l'avion en l'air et de tenter de revenir à l'aéroport, bien que les dommages à l'aile droite, entraînant une réduction de la portance, aient rendu le maintien du 747 en palier plus difficile.
Mais lorsqu'il a fallu ralentir la vitesse en vue de l'atterrissage, en relevant le nez de l'appareil, la portance sur l'aile endommagée était insuffisante pour permettre a l'avion de se maintenir en vol. De plus, la perte d'une partie des commandes hydrauliques et les dommages à l'aile droite ont empêché le bon fonctionnement des volets que l'équipage a ensuite tenté de sortir en vol. L'avion a fini par décrocher en virant brusquement sur l'aile droite avant de s'écraser, avec très peu de chances de récupération.
L'enquête menée par le groupe d'experts montra que l'avion n'aurait pas pu atterrir. Si l'aile droite était restée intacte, l'avion aurait pu se poser, malgré la perte physique des deux moteurs sur un même côté.

### Enquête parlementaire
Les résultats de l'enquête sont rendus publics fin 1993 soit un an après le drame par une commission parlementaire d'enquête néerlandaise.
La conception et la certification de l'appareil Boeing sont jugées comme insuffisantes pour garantir la sécurité engageant directement la responsabilité du constructeur Boeing sur l'origine de la catastrophe.

### Conséquences
La compagnie Boeing a modifié à ses frais l'intégralité des attaches dites axes fusibles des réacteurs sur l'ensemble de la flotte des 747-400 en cours d'utilisation dans les deux années qui ont suivi la catastrophe.

## Révélations ultérieures
Le travail de la presse d'investigation permet de révéler des irrégularités et notamment que la NOTOC, la fiche détaillant la nature du chargement qui doit obligatoirement être portée à la connaissance de l'équipage afin qu'il puisse adapter la conduite nécessaire, n'a jamais été rendue publique.
En 1998, il est révélé que les substances présentes dans la soute étaient destinées à l'Institut israélien de la recherche biologique de Ness Ziona, près de Tel-Aviv. Parmi la cargaison, il y avait notamment 240 kg de méthylphosphonate de diméthyle (DMMP pour son sigle en anglais), potentiel mutagène et cancérigène rentrant directement dans la composition chimique du gaz neurotoxique Sarin.
Sur 134 tonnes de produits transportés, 20 tonnes n'ont jamais pu être identifiées.

### La question du contenu de la cargaison
Quelques mois après le crash, des habitants de la zone de l'accident commencent à présenter des symptômes inexplicables. Les victimes, désireuses de connaître la nature exacte de la cargaison, se heurtent à un refus catégorique. La version officielle prétendait que l'avion ne transportait que des fleurs et du parfum. Des journalistes indépendants israéliens et hollandais découvrent que l'appareil transportait dans ses soutes un composant du gaz sarin extrêmement toxique,
,

,
.
En 2022, le documentaire Cargaison mortelle (titre original : Murky Skies) revient sur le contenu de la cargaison et l'impact sur les riverains du site de l'accident.

## Documentaires et séries télévisés
- Le crash d'Amsterdam, 2e épisode de la 3e saison de La Minute de vérité sur National Geographic Channel et sur Direct 8.
- L'accident a fait l'objet d'un épisode dans la série télé Air Crash nommé « Catastrophe en haute altitude » (saison 15 - épisode 3).
- The Crash (nl), en 2022, une mini-série télévisée dramatique historique néerlandaise s'inspirant de l'accident, diffusée en France sur Canal +[7].
- Cargaison mortelle (titre original : Murky Skies[Note 1]), un documentaire télévisé en deux épisodes : L'Accident et La Dissimulation sont diffusés par Arte en juin 2023.